# Long Điền (huyện)
Long Điền là một huyện cũ thuộc tỉnh Bà Rịa – Vũng Tàu, Việt Nam.

## Địa lý
Huyện Long Điền nằm ở ven biển phía nam tỉnh Bà Rịa – Vũng Tàu, có vị trí địa lý:
- Phía đông giáp huyện Đất Đỏ
- Phía tây giáp thành phố Vũng Tàu
- Phía nam giáp biển Đông
- Phía bắc giáp thành phố Bà Rịa.

Huyện có diện tích 76,99 km², dân số năm 2009 là 125.179 người (trong đó dân số thành thị chiếm 46,15% dân số toàn huyện), mật độ dân số đạt 1.626 người/km².

## Lịch sử

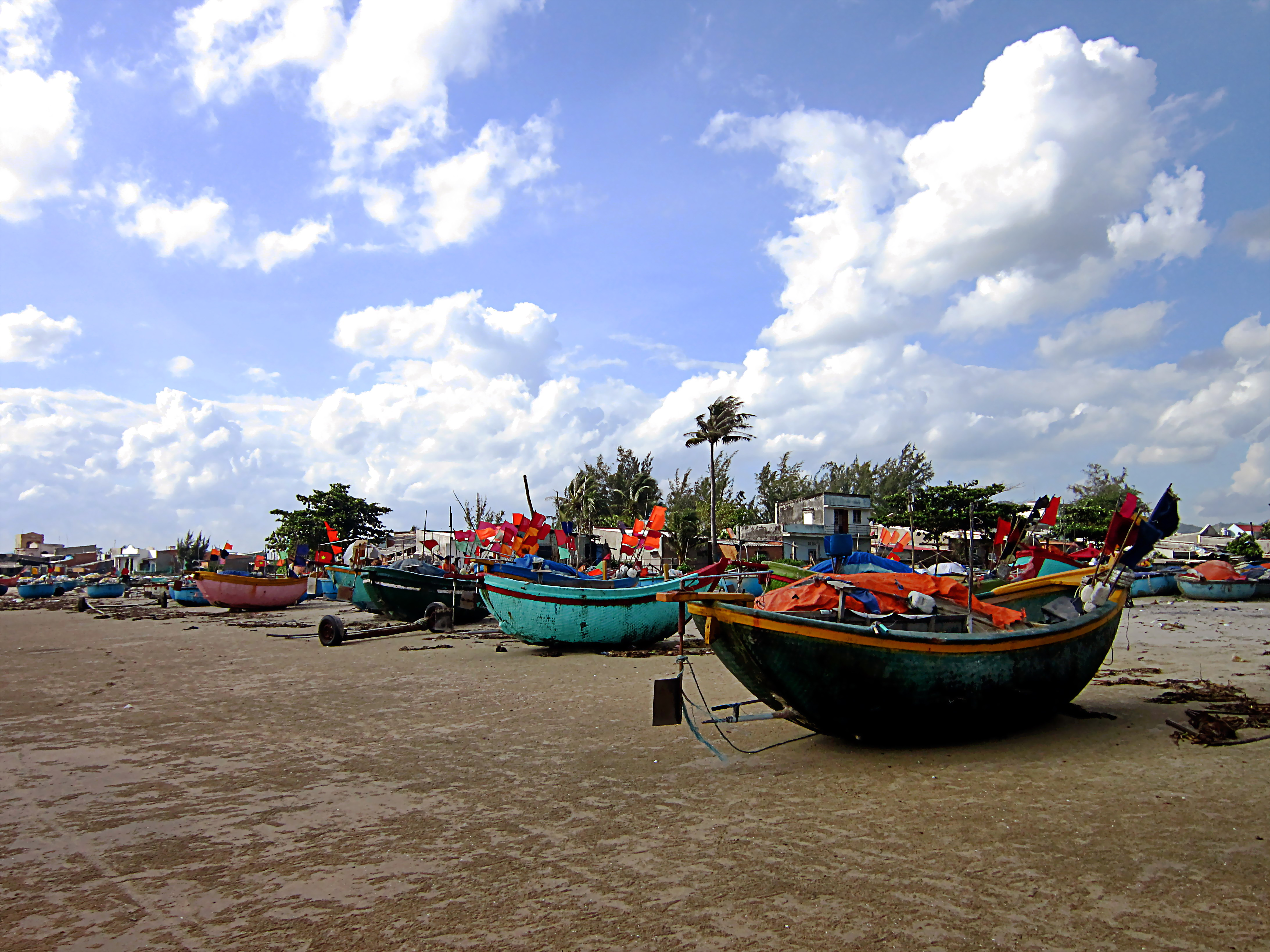
Một làng chài nhỏ bên bờ biển ở Long Hải

Dưới thời nhà Nguyễn, địa bàn huyện Long Điền hiện nay tương ứng với tổng An Phú Thượng thuộc huyện Phước An, phủ Phước Tuy, tỉnh Biên Hòa. Lỵ sở huyện Phước An đặt tại An Điền (nay thuộc thị trấn Long Điền).
Đến thời Pháp thuộc, huyện Phước An được tách ra khỏi tỉnh Biên Hòa để thành lập tỉnh Bà Rịa, tổng An Phú Thượng lúc này thuộc tỉnh Bà Rịa.
Năm 1938, chính quyền thực dân Pháp thành lập quận Long Điền thuộc tỉnh Bà Rịa. Quận Long Điền có 8 tổng: An Phú Tân, An Phú Thượng, An Phú Hạ, Phước Hưng Thượng, Phước Hưng Trung, Phước Hưng Hạ, Nhơn Xương và Cơ Trạch.
Năm 1956, chính quyền Việt Nam Cộng hòa sáp nhập tỉnh Bà Rịa với thị xã Vũng Tàu thành tỉnh Phước Tuy.
Ngày 3 tháng 1 năm 1957, các đơn vị hành chính của tỉnh Phước Tuy được sắp xếp lại. Long Điền lúc này là một quận thuộc tỉnh Phước Tuy, gồm 1 tổng: An Phú Thượng.
Sau năm 1975, chính quyền sáp nhập quận Long Điền và quận Đất Đỏ thành huyện Long Đất, tỉnh Đồng Nai.
Ngày 12 tháng 8 năm 1991, huyện Long Đất thuộc tỉnh Bà Rịa – Vũng Tàu mới thành lập.
Ngày 9 tháng 12 năm 2003, Chính phủ ban hành Nghị định 152/2003/NĐ-CP. Theo đó, chia huyện Long Đất thành hai huyện Long Điền và Đất Đỏ.
Sau khi thành lập, huyện Long Điền có 7.699,36 ha diện tích tự nhiên và 110.485 người với 7 đơn vị hành chính trực thuộc, bao gồm 2 thị trấn và 5 xã trực thuộc như hiện nay.
Đến cuối năm 2023, huyện Long Điền có 7 đơn vị hành chính cấp xã trực thuộc, bao gồm 2 thị trấn: Long Điền (huyện lỵ), Long Hải và 5 xã: An Ngãi, An Nhứt, Phước Hưng, Phước Tỉnh, Tam Phước.
Ngày 24 tháng 10 năm 2024, Ủy ban Thường vụ Quốc hội ban hành Nghị quyết số 1256/NQ-UBTVQH15 về việc sắp xếp đơn vị hành chính cấp huyện, cấp xã của tỉnh Bà Rịa – Vũng Tàu giai đoạn 2023 – 2025 (nghị quyết có hiệu lực từ ngày 1 tháng 1 năm 2025). Theo đó, sáp nhập huyện Long Điền với huyện Đất Đỏ để tái lập huyện Long Đất.

## Kinh tế

### Ngư nghiệp
Ngư nghiệp là ngành mũi nhọn chủ lực của huyện với sản lượng đánh bắt trên dưới 60.000 tấn/năm - đứng đầu toàn tỉnh. Cảng cá Phước Tỉnh hiện nay là cảng cá lớn nhất tỉnh luôn tấp nập tàu thuyền ra vào, ngành đánh bắt hải sản cũng kéo theo sự phát triển của các dịch vụ và các ngành nghề khác như: cung ứng xăng dầu, dịch vụ cung cấp nước ngọt, sản xuất nước đá, đóng sửa tàu thuyền, cơ khí sửa chữa, các mặt hàng hải sản đông lạnh như: cá khô, nước mắm..., chế biến thức ăn gia súc.

### Công nghiệp
Địa bàn xã An Ngãi là nơi đóng của nhà máy xử lý khí Dinh Cố trực thuộc Tập đoàn Dầu khí Việt Nam với nhiệm vụ xử lý khí được dẫn từ giàn khai thác khí Bạch Hổ, Lan Tây và Lan Đỏ bằng hệ thống đường ống dẫn khí Nam Côn Sơn. Hiện nay Nhà máy xử lý khí Dinh Cố sản xuất khoảng 1,5 tỷ m3 khí khô, 130.000 tấn Condensate, 350.000 tấn LPG/năm.

### Dịch vụ
Với chiều dài bờ biển của huyện khoảng 26 km có nhiều bãi tắm đẹp, là tiền đề để phát triển ngành du lịch của huyện. Ngoài cảnh quan, trên địa bàn huyện còn có một số di tích lịch sử văn hóa đã được xếp hạng như: Khu Căn Cứ Minh Đạm, Dinh Cô, Chùa Long Bàn và trong đó hàng năm diễn ra lễ hội Dinh Cô thu hút khoảng hơn 20.000 khách thập phương đến viếng vào các ngày 11-12/02 âm lịch... Riêng tại Long Hải, hàng năm tiếp đón khoảng 300.000 lượt khách đến đây tắm biển, ngắm cảnh và nghỉ dưỡng, trong đó có khá nhiều khách quốc tế cao cấp.

### Khu đô thị
- Khu đô thị Gia Long Seaside (đặt tại thị trấn Long Điền).
- Khu đô thị Marine City (đặt tại ấp Phước Thái, xã Phước Tỉnh).

## Giáo dục
Toàn địa bàn huyện có 12 trường tiểu học, 11 trường THCS, 4 trường THPT và 1 trường cao đẳng.